# Château du Bois de la Roche (Néant-sur-Yvel)
Pour les articles homonymes, voir Château du Bois de la Roche.
Le château du Bois de la Roche est un château de Néant-sur-Yvel, dans le Morbihan.

## Localisation
Le château est situé immédiatement au sud du hameau du Bois-de-la-Roche. Quoique le hameau soit majoritairement situé sur le territoire de la commune de Mauron, le château dépend administrativement de la commune de Néant-sur-Yvel. Le château est construit sur une éminence surplombant l'Yvel à environ 3,3 km à vol d'oiseau au nord du centre-bourg de Néant-sur-Yvel.

## Histoire

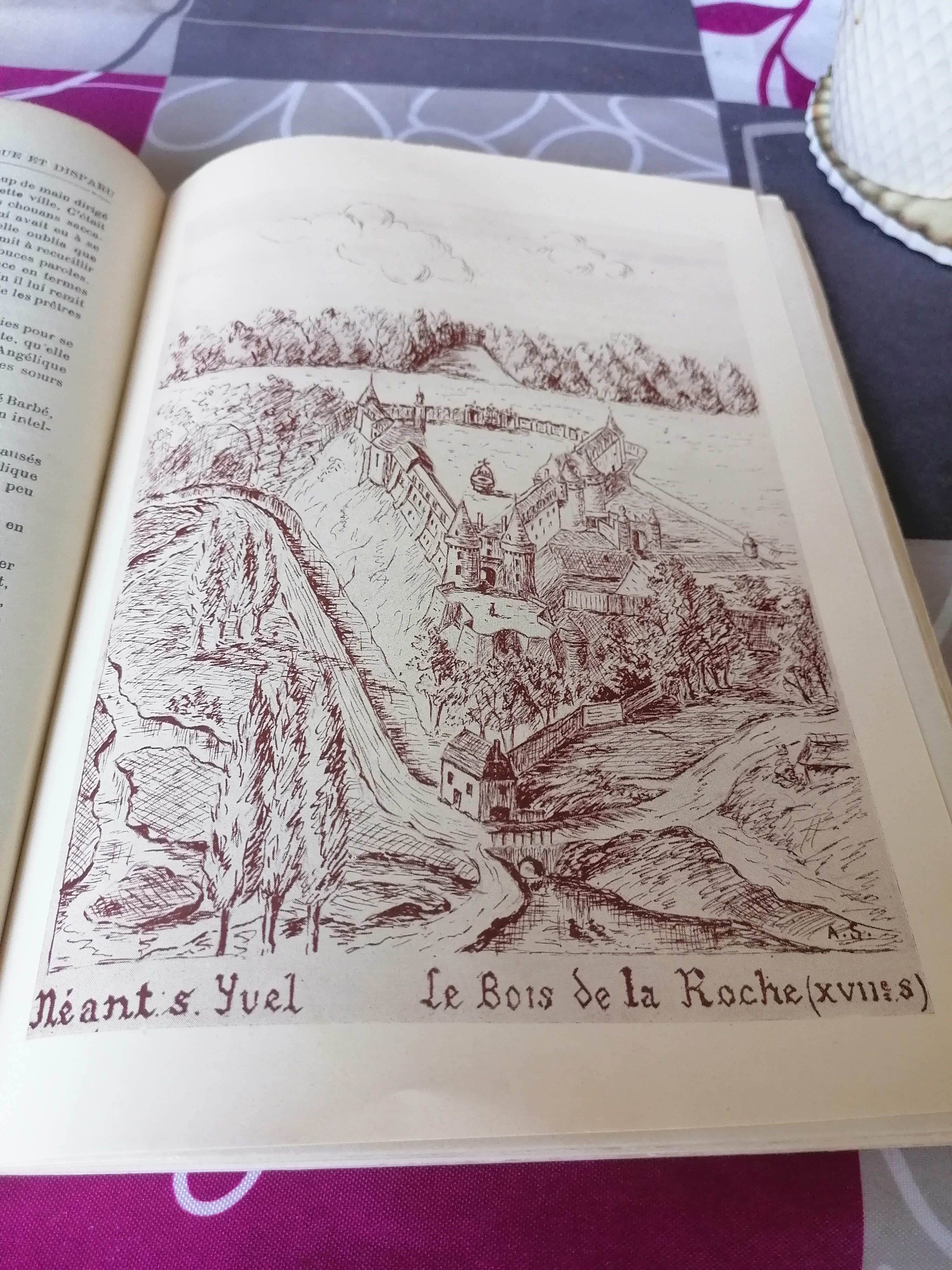
Dessin représentant le château du Bois de la Roche au XVIIe sièclee.

La seigneurie du Bois de la Roche étendait sa juridiction sur les paroisses de Néant, Campénéac, Guilliers, Mauron, Saint-Brieuc-de-Mauron et Tréhorenteuc, dont les châtelains du Bois de la Roche étaient fondateurs et prééminenciers. Elle avait droit de haute justice, avec auditoire, prisons, cep et collier, fourches patibulaires à 4 piliers, four à ban et halles, de quintaine ou de soule, qui se couraient chaque année dans la grande cour du château et aux bourgs de Néant, de Saint-Brieuc-de-Mauron et de Tréhorenteuc. Elle disposait du droit d'enfeu dans l'église de Béant et possédait les moulins à eau du Bois de la Roche et de Trémel et, à vent, celui de Néret, ainsi que 4 métairies et 600 hectares de terres.
Châtellenie d'ancienneté, la seigneurie du Bois-de-la-Roche faisait partie du comté de Porhoët ; elle fut érigée en bannière en 1451, en faveur de Guillaume de Montauban, en vicomté en 1517 par Anne de Bretagne en faveur de Philippe de Montauban, chancelier de Bretagne, et en comté en 1607, du temps de Henri IV, en faveur d'Henri de Volvire.
Le château du Bois-de-la-Roche s'élevait primitivement auprès du village actuel de Saint-Guisnel ; il fut reconstruit à la fin du XVe siècle par Philippe de Montauban, à 1 km à l'ouest du vieux château (situé en fond de vallée, ses douves étaient ennoyées par les eaux de l'Yvel, qui passaient sous le pont-levis), dont les ruines existaient encore en 1681). IKe nouveau château dressait, sur une colline dominant l'Yvel, sa masse imposante, flanqué de neuf tours à créneaux et à machicoulis et entouré de murailles et de douves profondes.
En 1592 le château du Bois de la Roche fut pris par les Ligueurs, commandés par les barons de Lannion et de Camors, et resta entre leurs mains jusqu'en 1598 : ses archives furent détruites et ses bois pillés.
Anne surnommée "Toussainte" de Volvire dite la Sainte de Néant y naît en 1653, et y meurt en 1694.
L'aile nord est remaniée une première fois au cours du XVIIe siècle. En 1793, une partie du château est incendiée lors d'un combat entre Chouans et Républicains. Dans les années suivantes, il est en partie démantelé par ces derniers, qui craignent que la forteresse ne serve d'abri aux Chouans. La chapelle, dédiée à Sainte Anne, devient église paroissiale en 1846.
Là sur la hauteur de la route partant en zigzag au nord du hameau et entre Guilliers à l'ouest et Mauron à l'est, et entre les routes de ces deux communes on situe l'ancienne patente, née du cadastre, où se déroula selon une des hypothèses la bataille de Mauron, épisode de la guerre de Succession de Bretagne.
Les terres du Bois de la Roche appartiennent exclusivement à la Maison du Breil ou Ti Breïz (XIIIe siècle), et a vue le séjour d'hôtes importants ou méconnus, Philippe de Montauban (milieu du XIVe siècle pour lequel il a été plus spécialement embellit), Renaud de Montauban, seigneur du Bois-de-la-Roche et son fils Guillaume de Montauban avant lui. La Planche, Saint-Denoual (XVe siècle), de Beaumanoir (début du XVIe siècle), Volvire, Saint-Pern de Ligouyer (milieu du XVIIIe siècle), Volvire (1808), Magon de La Balue, Bossard (1885)...
En 2015, ce château de France entreprend une restauration sous la responsabilité de Nicolas Marceau.
Les façades et toitures du corps de logis, des communs qui le jouxtent à l'ouest et des deux pavillons d'entrée ainsi que la grille et les enceintes correspondant à l'emprise de l'ancienne forteresse sont inscrits au titre des monuments historiques par arrêté du 9 novembre 2001. 

## Architecture
La forteresse médiévale affecte un plan en «V»,, que l'édifice actuel a perdu, bien que l'ensemble de la place forte reprenne cette configuration en patte d'oie caractéristique de cette demeure du sénéchal Breton historique ; après destruction de l'aile sud-est. La forteresse médiévale était protégée par neuf tours et de profondes douves avec pont-levis au nord. De ces tours, n'en subsistent qu'une, une tour du châtelet,. La deuxième tour, à l'ouest, est construite après la Révolution pour faire pendant à la tour subsistante. Le domaine s'étend sur 110 ha.
Du château du XVe siècle ne demeurent donc qu'un corps de logis, avec pavillons couverts en carène, et flanqués de deux tours cylindriques. Treize fenêtres s'ouvrent sur la façade.